# میکل انجلو رامپولا
میکل انجلو رامپولا (پاتی، ۱۰ اوت ۱۹۶۲) بازیکن سابق فوتبال و مربی فوتبال ایتالیایی می‌باشد. رامپولا از سال ۱۹۹۲ تا ۲۰۰۲ دروازه‌بان یوونتوس بوده‌است او هم‌اکنون مربی دوازه بانان تیم ملی فوتبال چین می‌باشد تیمی که مارچلو لیپی سر مربی آن است.

## افتخارات

### داخلی
'سری آ
- یوونتوس: ۱۹۹۴–۹۵; ۱۹۹۶–۹۷; ۱۹۹۷–۹۸; ۲۰۰۱–۰۲

سوپر جام ایتالیا
- یوونتوس: ۱۹۹۵; ۱۹۹۷

 جام حذفی ایتالیا
- یوونتوس: ۱۹۹۴–۹۵

### بین‌المللی
لیگ قهرمانان اروپا
- یوونتوس: ۱۹۹۵–۹۶

لیگ اروپا
- یوونتوس: ۱۹۹۲–۹۳

سوپر جام اروپا
- یوونتوس: ۱۹۹۶

جام بین قاره‌ای
- یوونتوس: ۱۹۹۶

جام اینترتوتو
- یوونتوس: ۱۹۹۹